# Dasypus sabanicola
Dasypus sabanicola là một loài động vật có vú trong họ Dasypodidae, bộ Cingulata. Loài này được Mondolfi mô tả năm 1968. Chúng là loài đặc hữu của Colombia và Venezuela, nơi mà môi trường sống của nó là những đồng cỏ liên tục bị ngập lụt của Llanos. Loài này có quan hệ gần gũi với tatu chín đai và armadillo mũi dài lớn. Loài này có rất ít lông và có thể nặng đến 9,5 kg, và có thể dài đến khoảng 60 cm. Nó sống trong cây bụi rậm rạp gần thành đá vôi. Giống như hầu hết các loài tatu khác, loài này ăn kiến.

## Mô tả
Cũng giống như các thành viên khác trong chi, loài này có có một vỏ giáp bằng sừng cứng có da lông bao phủ. Phần sau của cơ thể được bao phủ bởi 6-11 dải di chuyển được mang mại sự linh hoạt loài này. Đuôi có giáp, nhưng khuôn mặt, cổ và phần dưới bụng không có giáp bao phủ mà được bao phủ bằng lông thưa. Các chân ngắn và bốn ngón chân trên bàn chân trước và năm trên đôi chân sau dài với móng vuốt mạnh mẽ. Con trưởng thành phát triển đến chiều dài đầu và cơ thể tối đa khoảng 570 mm với đuôi lên đến 483 mm, và trọng lượng lên đến 10 kg.